# Врдоляк, Антун
Антун Врдоляк (хорв. Antun Vrdoljak; 5 июня 1931, Имотски) — хорватский актёр, кинорежиссёр, кинопродюсер, политик. Генеральный директор Хорватского радио и телевидения в 1991—1995 годах, президент Олимпийского комитета Хорватии в 1991—2000 годах, а ныне его почётный президент и почётный член Международного олимпийского комитета.
С 1960-х до начала 1990-х годов был по большей части киноактёром. В начале 90-х годов занялся политикой, став одним из деятелей Хорватского демократического содружества, от которого назначался на ряд должностей и работал депутатом хорватского парламента.

## Биография
Врдоляк изучал актёрское мастерство в Загребской академии драматического искусства. Его актёрский дебют состоялся в фильме 1957 года «Это было не напрасно» Николы Тановера. В 1958 году он снялся в самом известном фильме Тановера «Кровь на 148 км», получив признание критиков. В 1960 году на Пульском кинофестивале Врдоляк выиграл «Золотую Арену» (югославский аналог Оскара) за роль в фильме Велько Булайича «Война». 
В конце 1960-х Врдоляк постепенно перешел в кинорежиссуру. После событий «хорватской весны» (1968—1971) он стал ассоциироваться с хорватским национализмом. Однако власти разрешили ему продолжить карьеру. Тогда же появились его адаптации хорватских литературных классиков, таких как «Циклоп» (1982, по роману Ранко Маринковича) и «Глембаи» (1988, по пьесе Мирослава Крлежи). 
Когда в Хорватии объявили первые демократические выборы, Врдоляк был среди 200 ведущих интеллектуалов, публично поддержавших умеренную Коалицию народного согласия. В конце кампании он уже поддерживал более бескомпромиссное Хорватское демократическое содружество (ХДС) и Франьо Туджмана, с которым у него сложилась тесная дружба. 30 мая 1990 года состоялся созыв нового демократически избранного хорватского парламента, а Франьо Туджман был избран Президентом Хорватии. Врдоляк стал одним из шести заместителей президента страны (вице-президентом). На этой должности ему было поручено заниматься Чемпионатом Европы по лёгкой атлетике 1990 года в Сплите. 
В декабре 1990 года с принятием новой конституции Хорватии исчезла должность вице-президента. Спустя несколько месяцев Врдоляка был назначен на должность генерального директора Хорватского радио и телевидения (HRTV), где он продвигал Туджмана и ХДС, упорно работая над предотвращением любой критики власти за ее программу и игнорируя при этом хорватские оппозиционные партии. Врдоляк снискал неоднозначную славу, сказав, что телевидение «должно стать собором хорватского духа». 
Иван Парач, преемник Врдоляка, обвинил того в коррупции. Для оппозиции Врдоляк был воплощением господства ХДС в СМИ. Постепенно Врдоляк отошел как от политики, так и от ближайшего окружения Туджмана, несмотря на то, что он сохранял место в парламенте и другие должности. 
После того, как ХДС потеряла власть в результате парламентских выборов 2000 года, Врдоляк решил вернуться к кинопроизводству.
В 2004 году получил государственную спортивную премию имени Франьо Бучара за пожизненные достижения.
В 2019 году он снял на государственные средства фильм под названием «Генерал», который описывает жизнь Анте Готовины. Бюджет кинокартины составил 3 млн евро. В фильме сербские солдаты показаны как пьяные, ленивые преступники-четники, а хорватские — как группа, соблюдающая обычаи войны. Balkan Insight охарактеризовал фильм подкрепляющим мифы о войне, а Врдоляка — следующим партийной линии: «В югославские времена партийная линия, которой он держался, была линией правящей Лиги коммунистов, в то время как сегодня это правящий правоцентристский Хорватский демократический союз, членом которого режиссёр ранее был». «Генерал» был раскритикован критиками и получил в основном негативные оценки. Фильм открыл кинофестиваль в Пуле в 2019 году, но не получил никаких крупных наград.  

## Личная жизнь
Дважды женат. Приходится тестем американскому актёру Горану Вишничу, женившемуся на дочери Врдоляка Иване, известной как художница Ева Вишнич.